# Серло Отвиль
Серло II (умер в 1072 году) – племянник Роберта Гвискара и Рожера I Сицилийского, из дома Отвилей, один из вождей норманнского завоевания Сицилии.

## Биография

Герб дома Готвиль

Серло II – сын Серло I, единственного из сыновей Танкреда Отвиля от первого брака, оставшегося в Нормандии и не последовавшего в Южную Италию. Тем не менее, Серло II в поисках приключений отбыл в Италию и стал одним из блестящих норманнских вождей.
Впервые Серло Отвиль упоминается в хронике Малатерры в 1061 году, когда он участвовал в первой экспедиции Рожера I на Сицилию. Возвращавшиеся с большой добычей, норманны предполагали перегрузить её на корабли у мыса Фаро, и мессинские арабы напали на них в момент погрузки. Но из-за непогоды погрузка была отложена, и Рожер был готов отразить нападение. Серло Отвиль напал на арабов с фланга, лишив их возможности отступить к городу, а затем разгром завершил Рожер, атаковав врагов в лоб. Арабский отряд попал в окружение и был перебит.
Ещё более важную роль Серло сыграл в битве при Черами (1063 год). Во главе отряда из 36 рыцарей Серло принял на себя первый удар арабской армии, удерживая городок Черами. Невзирая на численное превосходство противника (Малатерра утверждает, что численность только арабских всадников составляло 3000 человек), Серло выдержал вражеский натиск и затем обратил арабов в бегство. Подоспевший с ещё 100 рыцарями Рожер I застал уже беспорядочно отступающих сарацин. Перегруппировавшись, арабы атаковали уже самого Рожера, во время долгого сражения победа склонялась то на одну, то на другую сторону, к вечеру сломленные арабы начали отступление, и в этот момент их разгром завершил Серло со своим отрядом.
Об участии Серло в последующих кампаниях Рожера I сведений нет, но известно, что во время осады Палермо (1071-1072) Серло находился в Черами, охраняя уже завоёванные норманнами области от эмира Энны. После взятия Палермо Роберт Гвискар пожаловал Рожеру I титул великого графа Сицилии и все земли, которые он уже завоевал или завоюет в будущем. Вслед за этим Серло получил от Рожера в качестве феода Черами, Серрату, Джерачи, а также земли, которые он сможет захватить у арабов. Но Серло не удалось стать крупным сицилийским феодалом из-за скорой трагической гибели.
Малатерра сообщает, что знатный сарацин по имени Ибрагим стал другом и названным братом Серло, в то же время желая погубить рыцаря. Летом 1072 года он сообщил Серло, что из Энны мимо Черами будет проезжать арабский отряд из 7 всадников. Доверяя названому брату, Серло выехал из Черами навстречу арабскому отряду практически безоружным с несколькими сподвижниками. 7 арабских всадников, отступая, заманили Серло в ущелье, где его уже ожидало более 3 000 противников. Серло не пожелал спасаться бегством и, взобравшись на одинокую скалу, принял неравный бой. В сражении Серло и все его воины, за исключением двух, впоследствии найденных живыми под грудой мёртвых тел, погибли. Головы сподвижников Серло арабы отослали в Кайруан, а его голову торжественно пронесли по улицам Энны. Малатерра сообщает также, что арабские воины, надеясь "унаследовать" героизм рыцаря, вырвали из его груди и съели его сердце.
Скала, на которой погиб Серло, в течение последующих веков называлась Камень Серло (сиц. Rocca di Sarro), и  на её вершине был вырезан крест. Это своеобразный нерукотворный памятник Серло Отвилю был взорван во время проведения строительных работ в 1960-е годы.
Серло Отвиль был женат на Альтруде, дочери графа Бояно, и оставил двух детей. Его вдова впоследствии была выдана замуж Рожером I за простого рыцаря Ингельмария, которому были переданы и все феоды Серло. Ингельмарий в скором времени поднял мятеж против Рожера I, был разбит и изгнан из Сицилии. Владения Серло были возвращены его вдове и детям.